# Florilegus riparius
Florilegus riparius är en biart som beskrevs av Dmitriy Alekseevich Ogloblin 1955. Florilegus riparius ingår i släktet Florilegus och familjen långtungebin. Inga underarter finns listade i Catalogue of Life.